# ブローデル・リザーブ

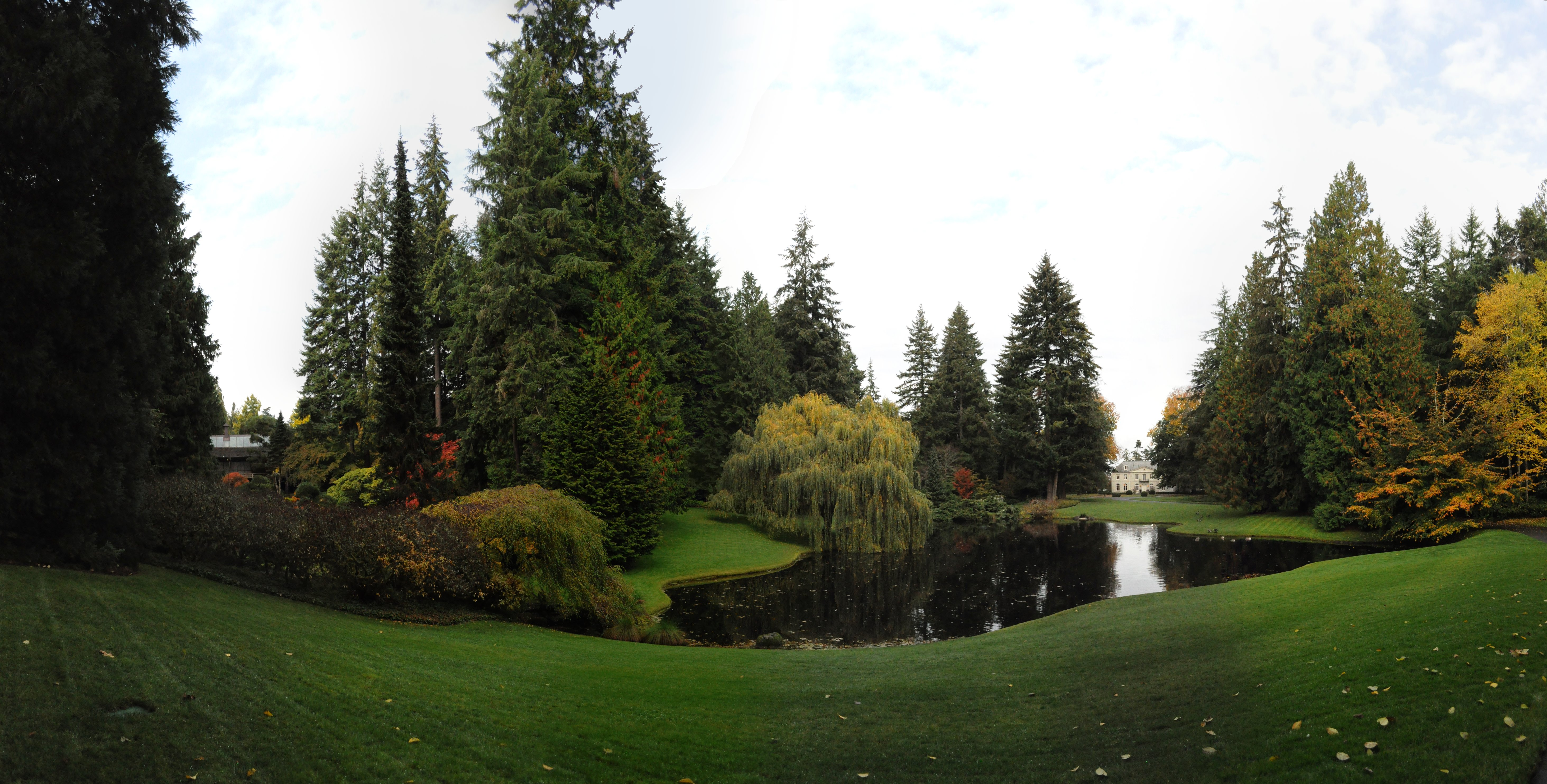
ブローデル・リザーブ

ブローデル・リザーブ（The Bloedel Reserve）は、アメリカ合衆国ワシントン州ベインブリッジアイランドにある森林公園。面積は150エーカー（0.6 km²）。自然の中に造営された日本庭園で知られる。もともとは個人邸宅につくられた庭園である。

## 沿革
この森林公園は、1951年から1986年にかけてこの土地で暮らしていたプレンティスとバージニアのブローデル夫妻（Prentice and Virginia Bloedel）によって作られた。

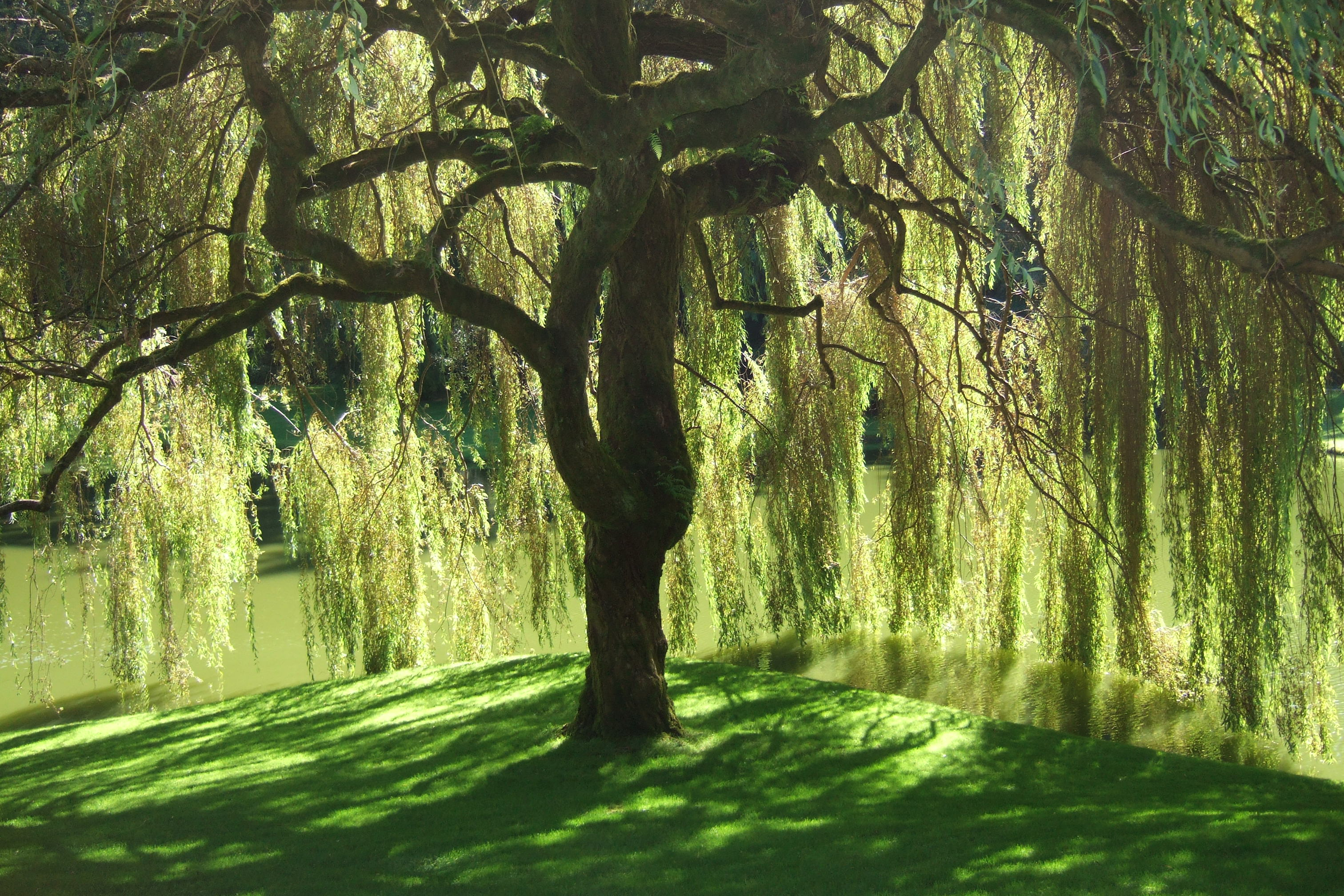
柳の木

プレンティス・ブローデルは、製材会社ブローデル・スチュワート・アンド・ウェルチ社（現：マックミランブローデル社）の創業者ジュリアス・ブローデル (Julius Bloedel) の子に生まれた。もともとは教員をしていたが、1920年代の終わりに父親に呼び戻されて実業界に入った。事業においてもおがくずを燃料として再利用する取り組みを行うなど、自然保護に対するいち早い関心を持っていたプレンティスは、1950年に早い引退をしてこの土地を取得し、妻と共に公園を作り上げることとなった。
自然保護運動や東洋思想受容の影響を受けたブローデル夫妻は、自然さ・細やかさ・静けさ、あるいは畏敬の念といった日本庭園の精神の真髄を理解し、それを西洋の形で表現したいという願望を抱いていた。こうしたブローデルのアプローチ方法によって、リザーブにある日本庭園のたたずまいは、多くの装飾物を用いて「日本らしさ」を追求する「日本庭園」とは対極的なものになっている。
150エーカーのうち84エーカーは二次林で覆われている。池泉庭園（Pond garden）はクボタ・フジタロウの作庭によるもの、石庭（1986年製作）と苔庭は川名孝一の作庭によるものである。木立が水面に映える「リフレクション・ガーデン」（Reflection Garden）は、リチャード・ハーグとトーマス・チャーチが手掛けた。
日本の茶室と西北部のインディアンのログハウスを複合させたユニークなゲストハウスは、1961年に Paul Hayden Kirk によって設計されたものである。ブローデル夫妻が暮らしていたフレンチ・シャトー風の邸宅は1931年に建築されたもので、現在ビジターセンターとなっている。屋内には多くのオリジナルの家具を見ることができ、またここからは Port Madison Bay が一望できる。

## 運営
現在は Arbor Fund が運営にあたる公共庭園である。完全予約制で公開している。

## ギャラリー

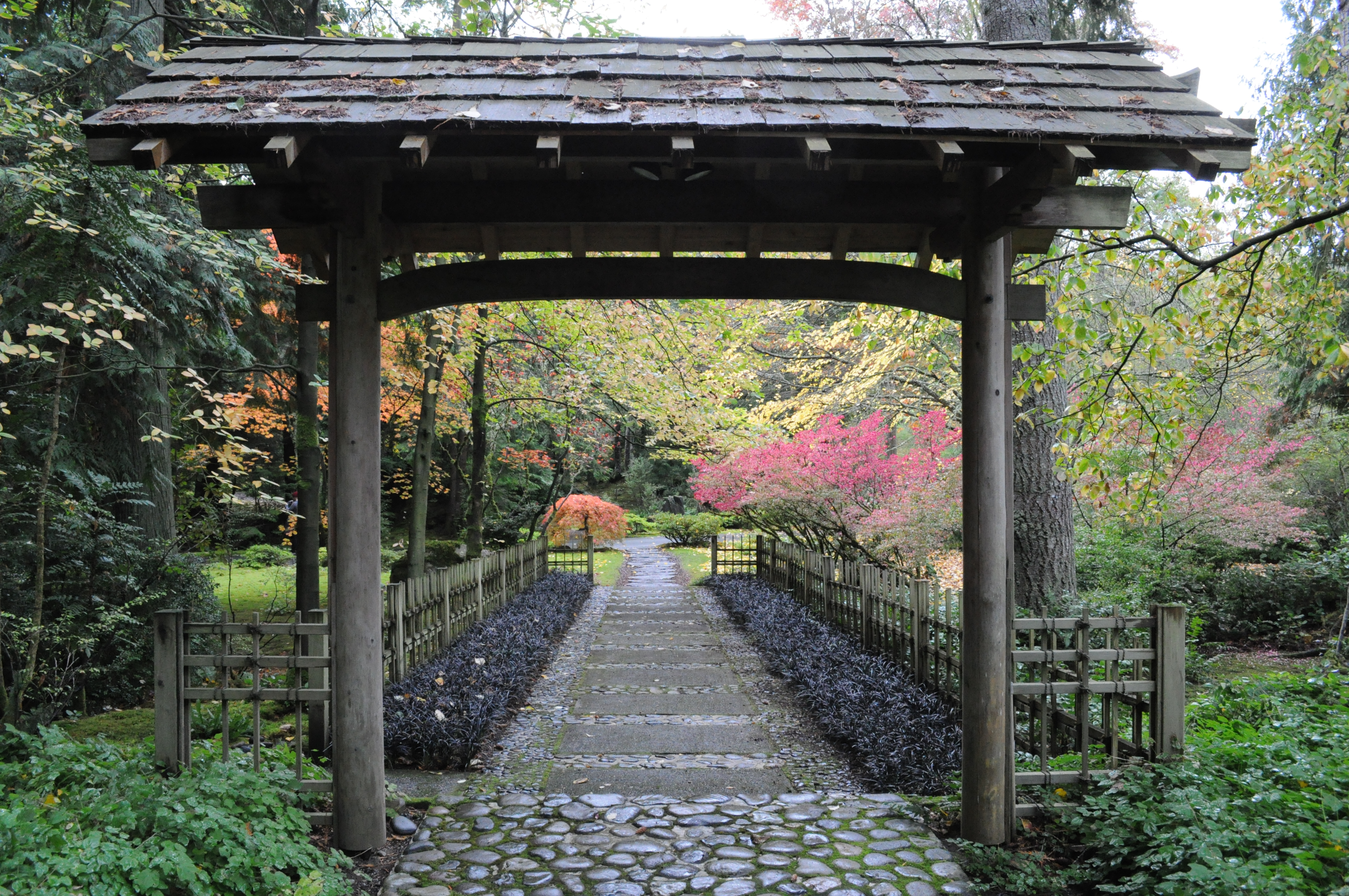
日本庭園の正門
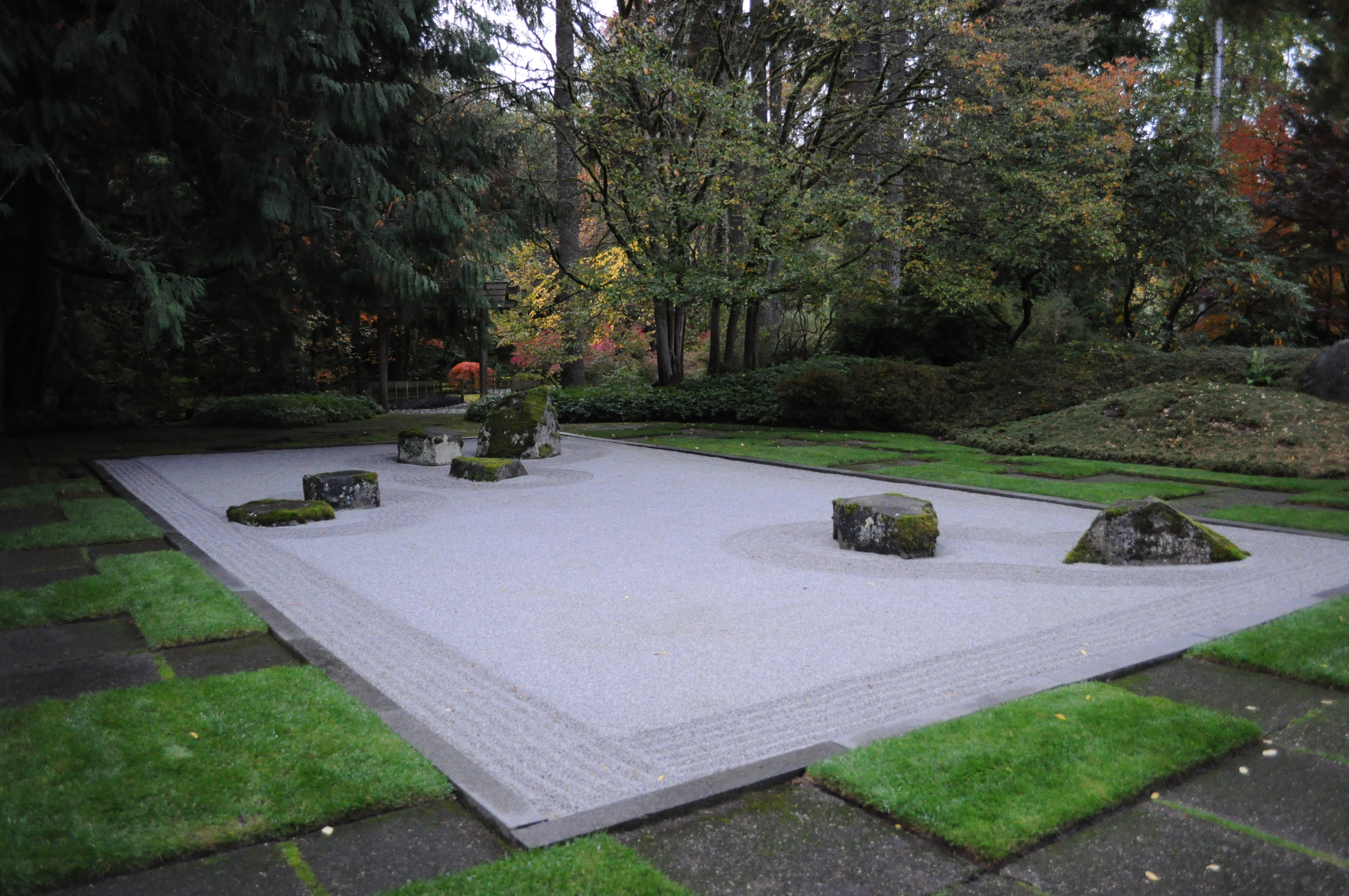
石庭（禅ガーデン）
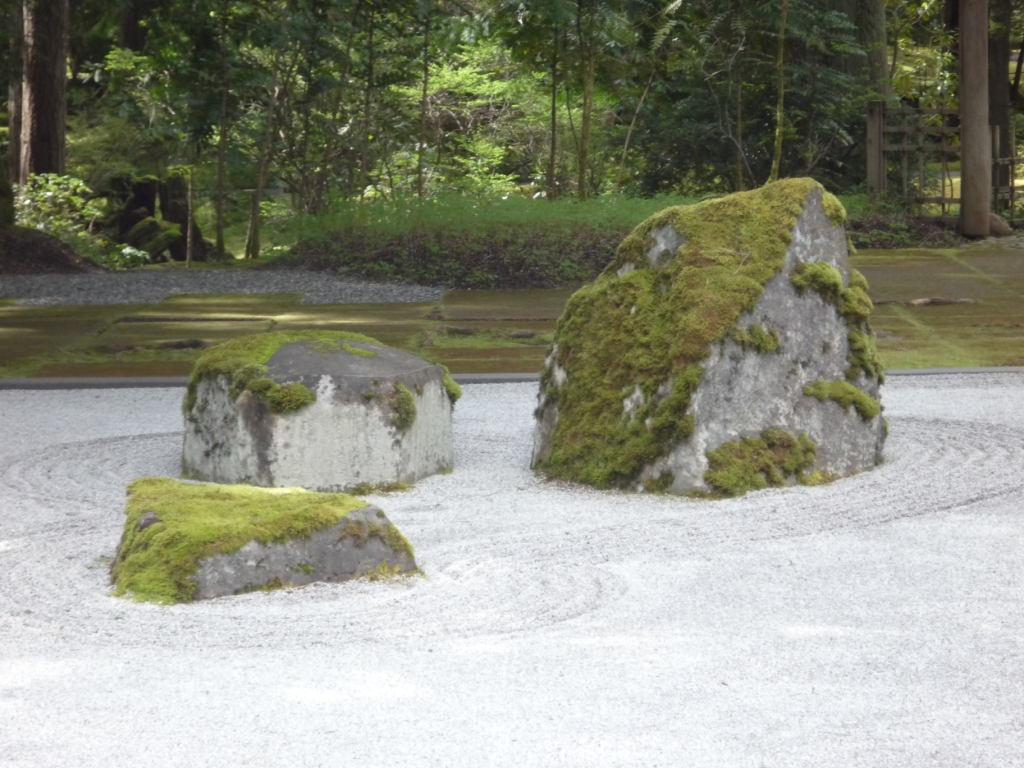
石庭の石
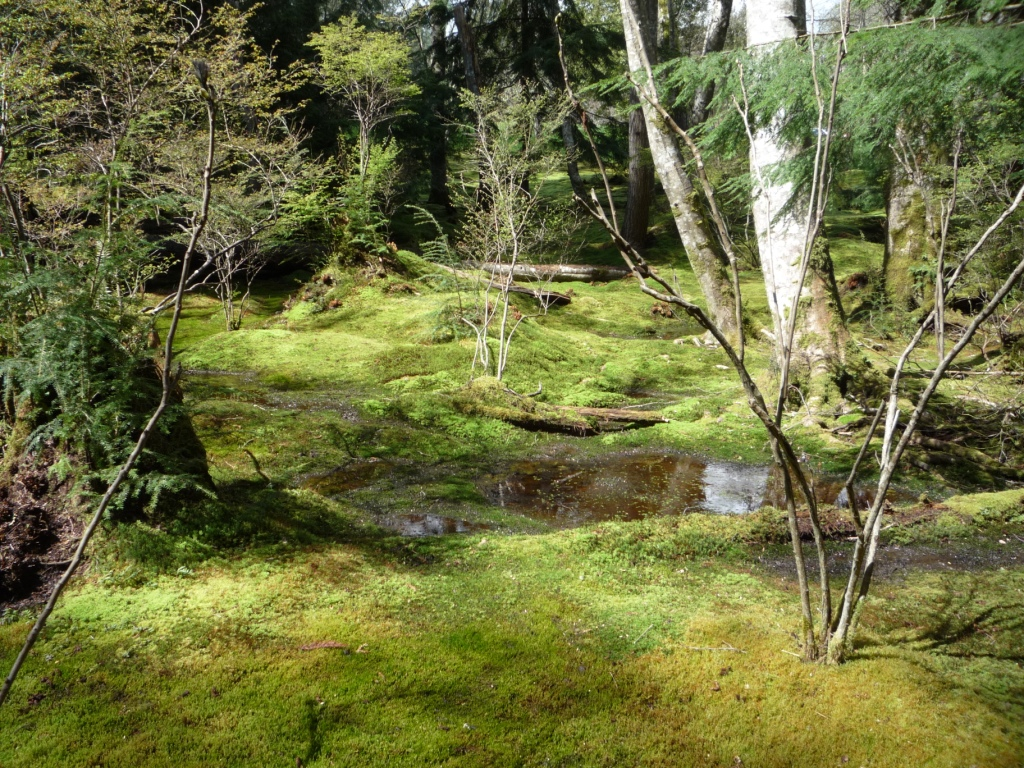
苔庭
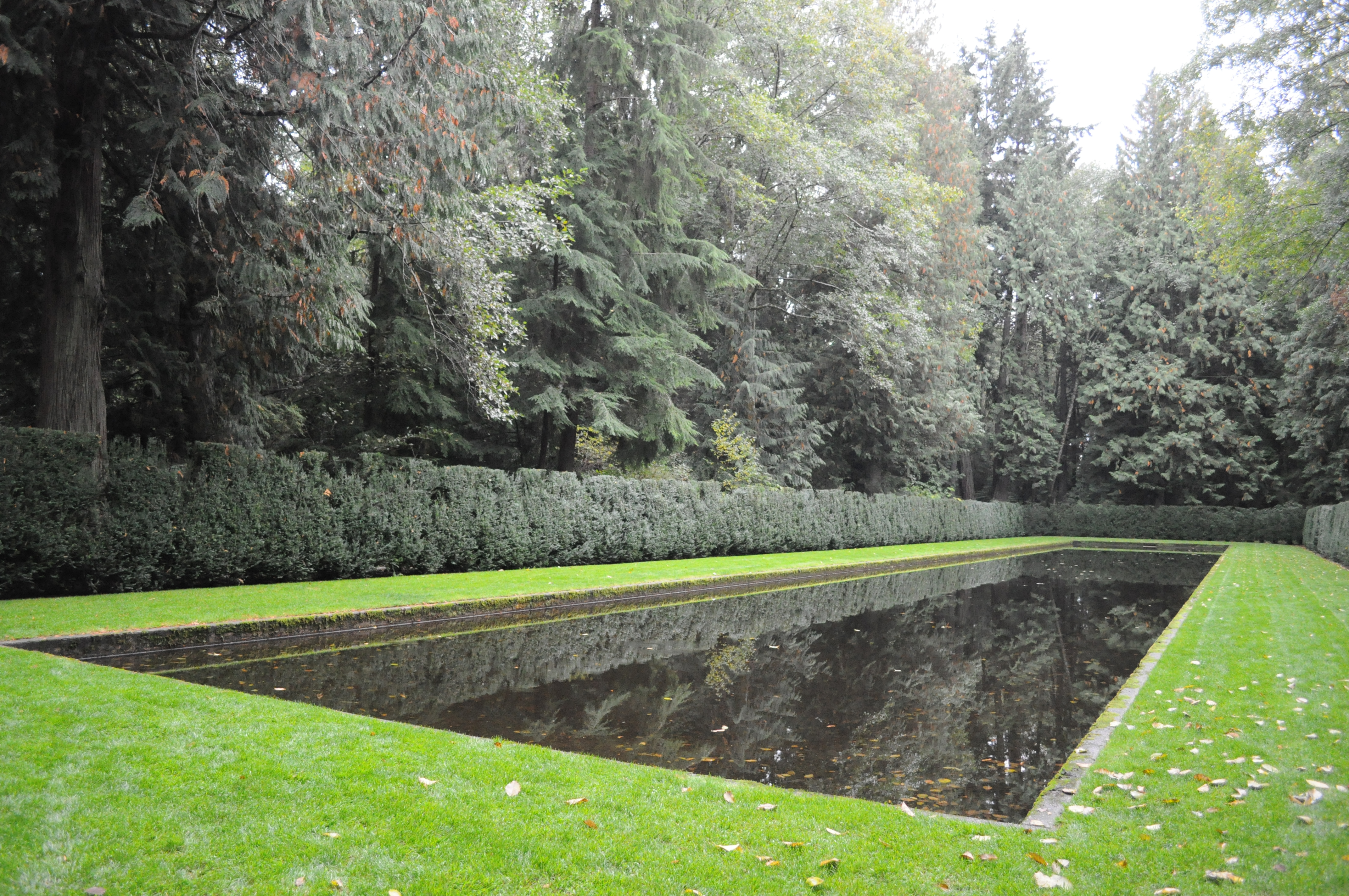
リフレクション・ガーデン
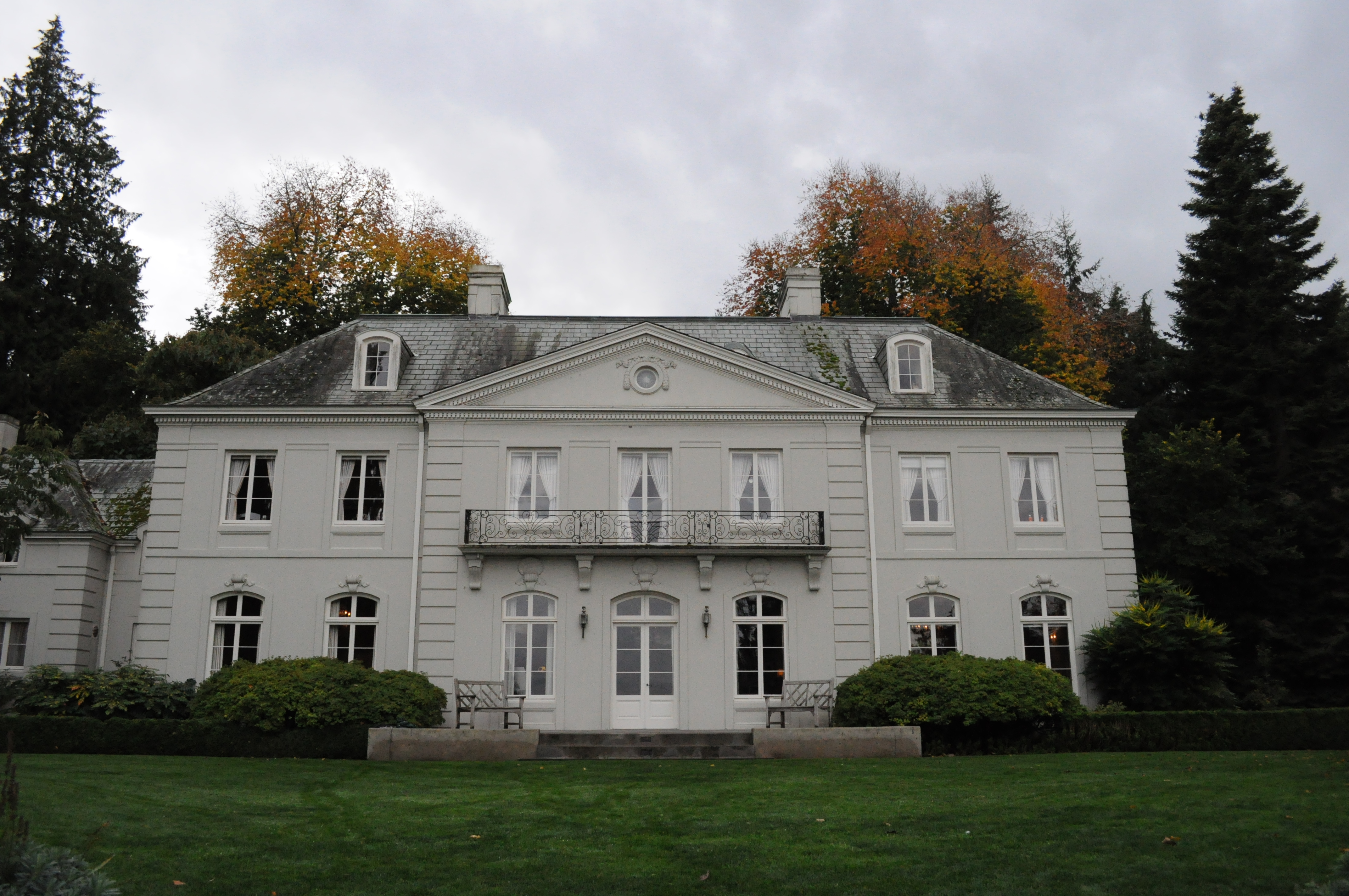
ビジターセンター（旧ブローデル邸）
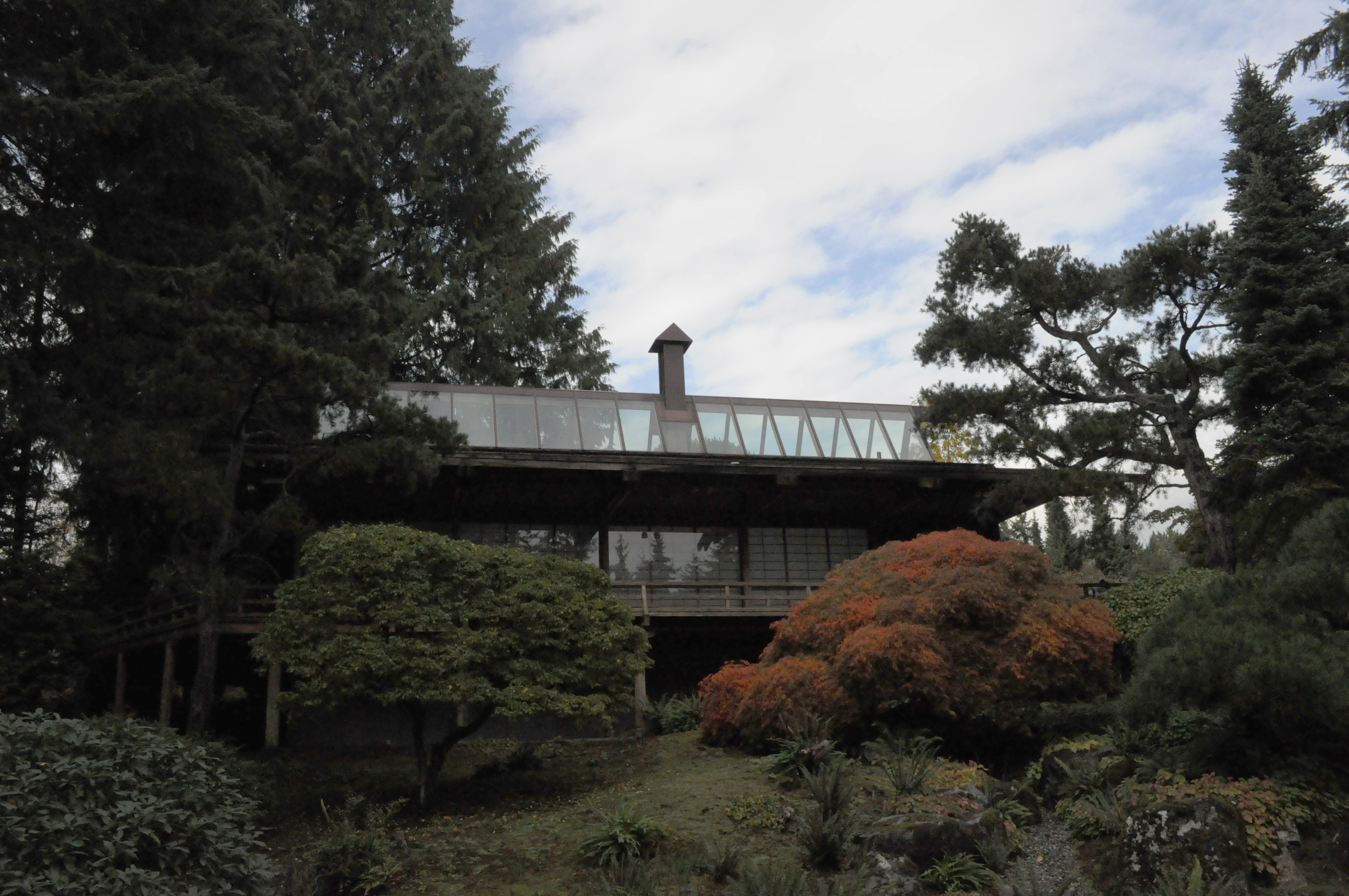
ユニークなゲストハウス
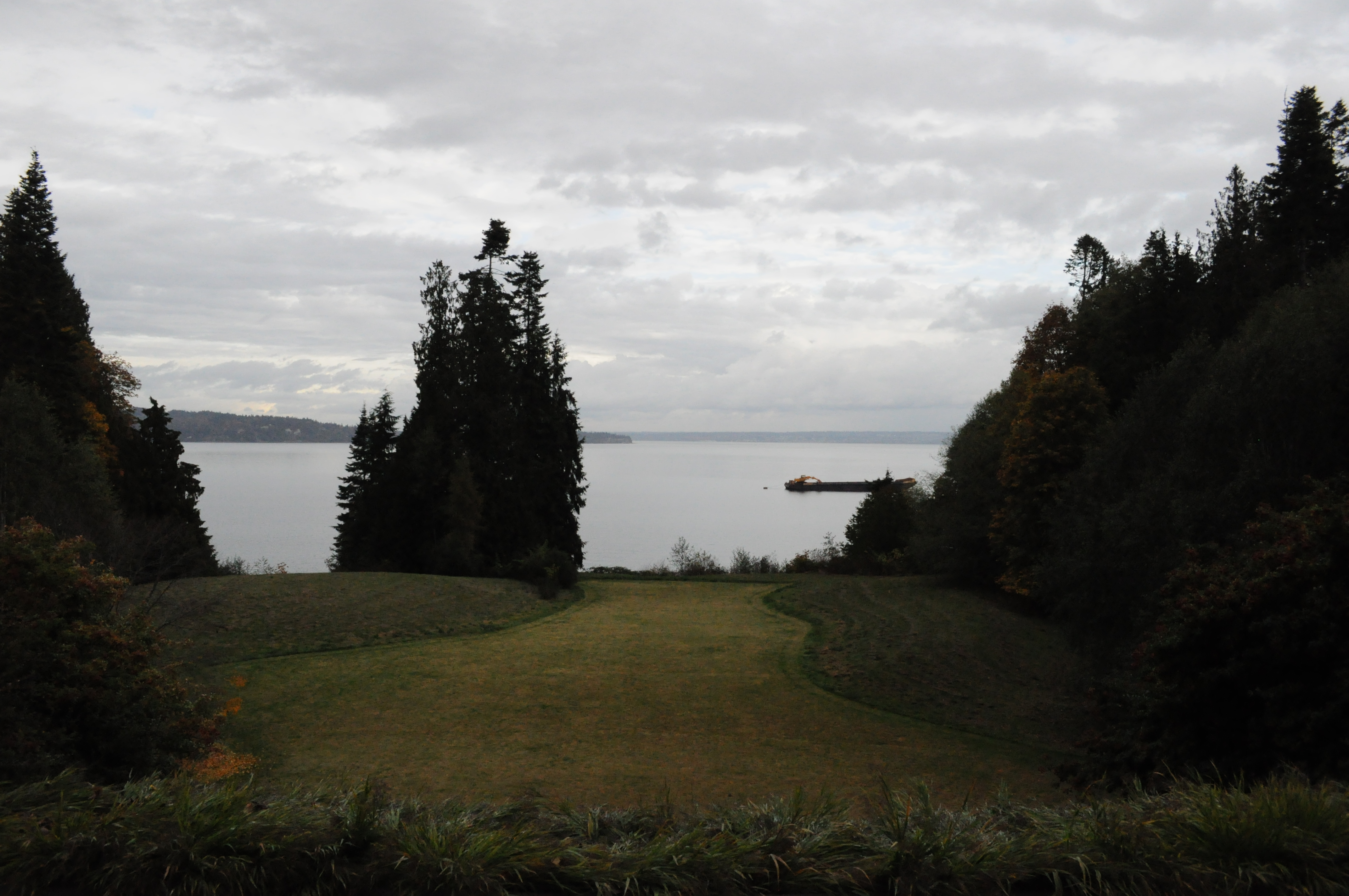
ビジターセンターからの海の眺望